# Duang Jai Akkanee
Duang Jai Akkanee (em tailandês:  ดวงใจอัคนี; RTGS: Duang Chai Akkhani) é uma telenovela tailandesa exibida pela Channel 3 entre 5 a 26 de novembro de 2010, com um total de dez episódios. Estrelada por Nadech Kugimiya e Urassaya Sperbund, Duang Jai Akkanee compõe a segunda produção da série 4 Hua Jai Haeng Khun Khao (4 Corações da Montanha), realizado em comemoração ao aniversário de quarenta anos da emissora Channel 3.

## Enredo
Devido a um conflito entre suas famílias, onde seus pais são inimigos, Akkanee (Nadech Kugimiya) e Ajjima (Urassaya Sperbund) também mantém a inimizade entre si, desde que eram crianças. Quando ambos crescem e cuidam de sua própria fazenda de gado leiteiro, sendo separados por uma cerca de cor branca, muitas brigas se desenvolvem entre eles.
Mais tarde, quando muitos incidentes os levam a abrir seus corações um para o outro, eles têm que enfrentar uma grande barreira no relacionamento: o pai de Ajjima, que não aceita esse futuro genro, dessa forma, o casal terá de encontar um caminho para serem felizes juntos.

## Elenco

### Elenco principal
- Nadech Kugimiya como Akkanee Adisuan "Fai"
- Urassaya Sperbund como Ajjima Potsawat "Jeed"
- Prin Suparat como Pathapee Adisuan "Din"
- Pakorn Chatborirak como Wayupak Adisuan "Lom"

### Elenco de apoio
- Metanee Buranasiri como Pisarn Potsawat
- Krerk Chiller como P'Noo-Tor
- Chokchai Boonworametee como Sila Potsawat
- Panthila Fooklin como Pimnapa "Peemai"
- Jirayu Tantragool como Yai
- Benjapol Cheoyarun como Sak
- Santisuk Promsiri como Montree Adisuan
- Jintara Sukapat como Supansa Adisuan
- Ronadech Wongsaroj como Preuk
- Sumolthip Leungurai como Pachanee "Milk"
- Kluay Chern-Yim como Pong
- Panomkorn Tungtatsawat como Kraipope

### Participações especiais
- Kimberly Ann Voltemas como Tipthara "Nam" Adisuan-Rajaput (2 episódios)
- Chalida Vijitvongthong como Cha-Aim Vongvanitsakunkit (1 episódio)

## Prêmios
| Ano  | Prêmio     | Categoria                | Beneficiário      | Resultado | Ref.  |
| ---- | ---------- | ------------------------ | ----------------- | --------- | ----- |
| 2010 | Top Awards | Melhor Atriz em Ascensão | Urassaya Sperbund | Venceu    | [ 2 ] |
| 2010 | Top Awards | Melhor Ator em Ascensão  | Nadech Kugimiya   | Venceu    | [ 2 ] |